# Mont Vouillot
Le mont Vouillot, appelé aussi Tantillon, est un sommet du massif du Jura, en France. Il se situe sur la commune des Fins, dans le département du Doubs et en région Bourgogne-Franche-Comté, à 2 km au nord de Morteau. Il s'élève à 1 160 m d'altitude.